# رومان كوزلوفسكي
رومان كوزلوفسكي (بالبولندية: Roman Kozłowski)‏ هو إحاثي بولندي، ولد في 1 فبراير 1889 في فوتسوافك في بولندا، وتوفي في 2 مايو 1977 في وارسو في بولندا.